# Ciliciosoma holtzii
Ciliciosoma holtzii är en mångfotingart som först beskrevs av Karl Wilhelm Verhoeff 1898.  Ciliciosoma holtzii ingår i släktet Ciliciosoma och familjen orangeridubbelfotingar. Inga underarter finns listade i Catalogue of Life.